# Dioscorea pentaphylla
Dioscorea pentaphylla är en enhjärtbladig växtart som beskrevs av Carl von Linné. Dioscorea pentaphylla ingår i släktet Dioscorea och familjen Dioscoreaceae. Inga underarter finns listade i Catalogue of Life.

## Bildgalleri

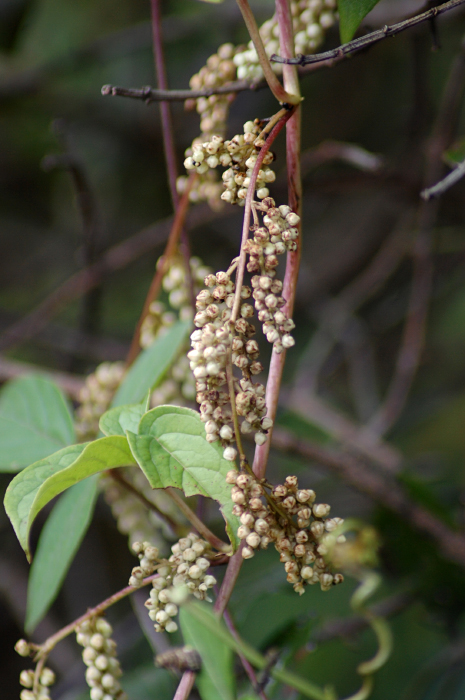
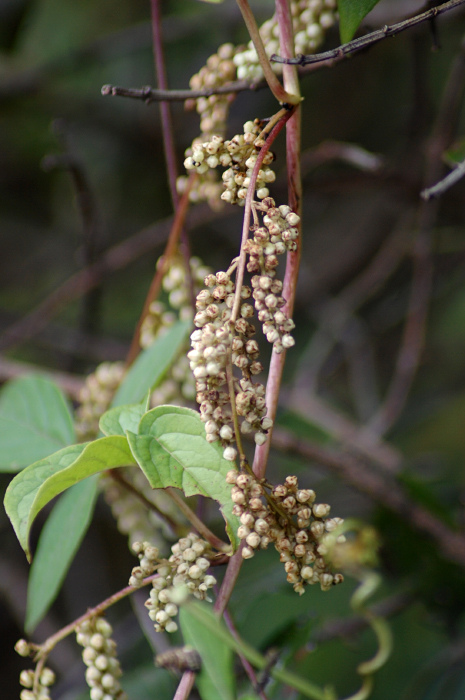
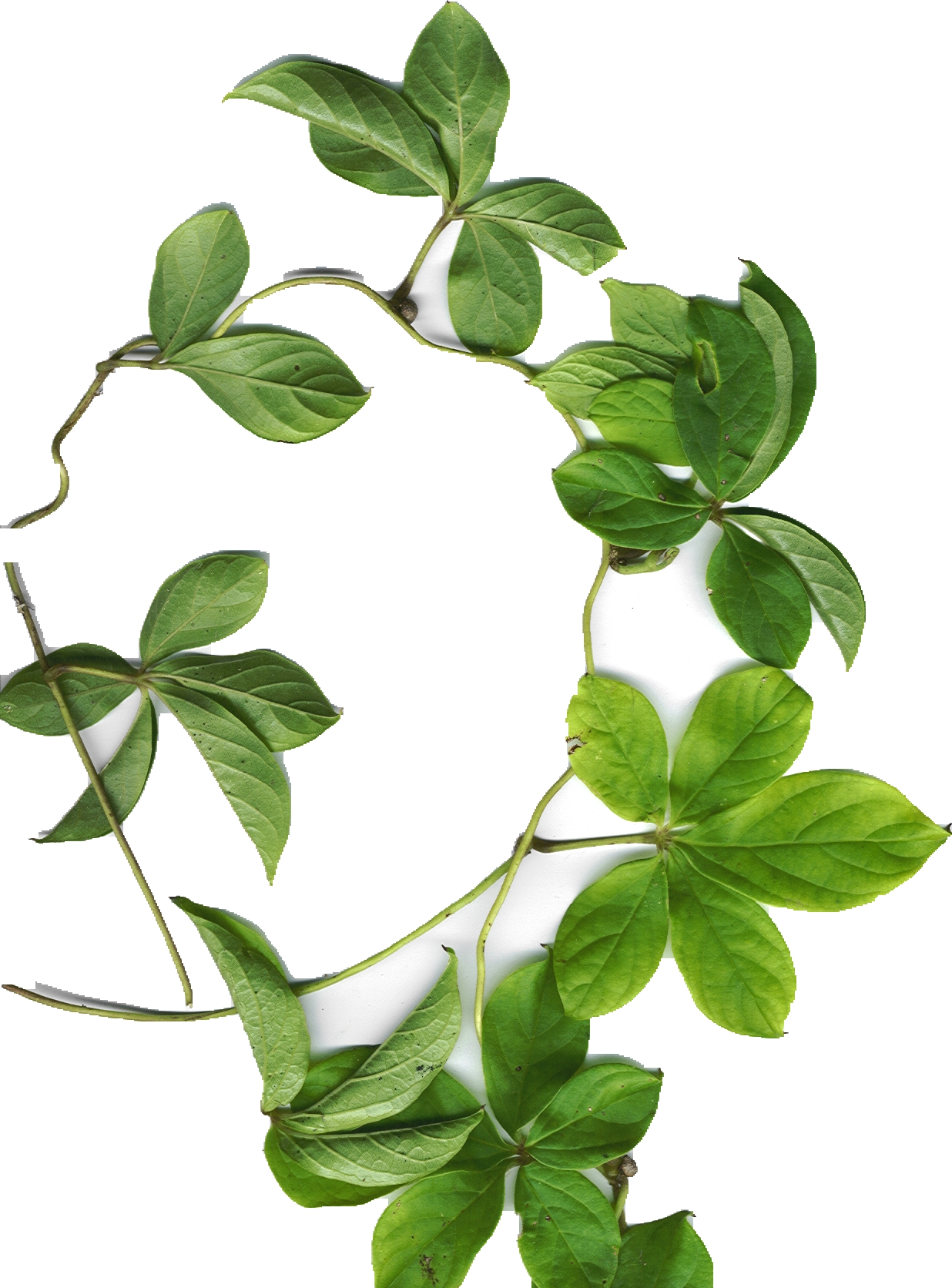